# Station Stok Lacki
Station Stok Lacki is een spoorwegstation in de Poolse plaats Stok Lacki.